# بلو ستريك (فلم)
بلو ستريك (بالإنجليزية: Blue Streak) هو فيلم أكشن أُنتج في الولايات المتحدة سنة 1999. وهو من إخراج ليس مايفلد وكتابة مايكل بيرى وستيفن كاربنتر وجون بلومينثل.

## طاقم التمثيل
- مارتن لورنس
- لوك ويلسن

## القصة
يحكي أن هناك مجموعة من الأصدقاء قامو بالسطو علي متحف أثري وقد سرقوا ماسة ثمنها 17 مليون دولار ومن ثم يحدث مشاكل بينهما ويقوم مارتن لورنس بتخبئة الماسة في مبني تحت الأنشاء ويسجن وبعدما خرج من السجن أكتشف ان المبني أصبح مبني شرطة وتدور أحداث الفيلم كيف يتصرف مارتن لورنس كي يحصل علي الماسة.

## الممثلون والشخصيات
- مارتن لورنس (بدور: مايلس لوجن/مالون)
- لوك ويلسن (بدور: كارلسون)
- دايف شابال (بدور: تالي)
- بيتر جرين (بدور: ديكون)

## الميزانية والإيرادات
بلغت تكلفة إنتاج الفيلم حوالي 65 مليون$ بينما حقق أرباحا تقدر بـ $117,758,500.

## وصلات خارجية
- مقالات تستعمل روابط فنية بلا صلة مع ويكي بيانات

1. ↑  "معلومات عن بلو ستريك (فيلم) على موقع dfi.dk". dfi.dk. مؤرشف من الأصل في 2019-12-13.
2. ↑  "معلومات عن بلو ستريك (فيلم) على موقع elonet.fi". elonet.fi. مؤرشف من الأصل في 2016-05-17.
3. ↑  "معلومات عن بلو ستريك (فيلم) على موقع rottentomatoes.com". rottentomatoes.com. مؤرشف من الأصل في 2019-04-11.